# Turó del Fangar
El Turó del Fangar és una muntanya de 319 metres que es troba al municipi d'Arenys de Munt, a la comarca del Maresme.